# Övertjärnen (Vika socken, Dalarna)
Övertjärnen är en sjö i Falu kommun i Dalarna och ingår i Dalälvens huvudavrinningsområde. Sjön har en area på 0,0504 kvadratkilometer och ligger 148,2 meter över havet. Sjön avvattnas av vattendraget Nyängsån.

## Delavrinningsområde
Övertjärnen ingår i det delavrinningsområde (670957-150149) som SMHI kallar för Inloppet i Övre Klingen. Medelhöjden är 183 meter över havet och ytan är 5,3 kvadratkilometer. Räknas de 4 avrinningsområdena uppströms in blir den ackumulerade arean 33,99 kvadratkilometer. Nyängsån som avvattnar avrinningsområdet har biflödesordning 2, vilket innebär att vattnet flödar genom totalt 2 vattendrag innan det når havet efter 185 kilometer. Avrinningsområdet består mestadels av skog (89 procent). Avrinningsområdet har 0,05 kvadratkilometer vattenytor vilket ger det en sjöprocent på 1 procent.